# 魁北克國家問題
魁北克國家問題（英文：National Question，法文：la Question nationale），是指關於魁北克在加拿大的政治前途問題（國族問題，National Question）的辯論，包括自治、主權和獨立之話題。

## 答應國家問題的各種政治立場
- 魁北克主權運動
  - 與加拿大建立經濟聯盟而創立獨立魁北克國家（參見：主權聯盟主義）。
  - 與加拿大不建立經濟聯盟而創立獨立魁北克國家。
- 魁北克聯邦主義
  - 深化在加拿大聯邦框架內的自治度，而追尋聯邦政府承認是個獨特社會。
  - 不對稱聯邦制。
  - 現狀。